# O Amigo do Povo
O Amigo do Povo foi um periódico anarquista editado no Brasil por volta de 1902 e publicado por Neno Vasco, Benjamim Mota, Ricardo Gonçalves, Oreste Ristori, Giulio Sorelli, Tobia Boni, Ângelo Bandoni e Gigi Damiani.
A influência deste periódico no movimento libertário foi imediata sendo ele apropriado, não só como um dos principais espaços de diálogo e propagação de idéias do movimento anarquista brasileiro, mas também lócus de reflexão de questões relacionadas à "emancipação feminina" por um número considerável mulheres notáveis que passaram a contribuir para esta publicação. A partir das discussões que nele se deram, Neno Vasco publicaria um artigo refutando a tese do naturalista Émile Zola acerca da fecundidade.
A experiência do O Amigo do Povo durou três anos, mas foi fundamental, para a alteração das concepções sobre o anarquismo trazidas por Neno Vasco de Portugal.